# جورج کنینگ (ورزشکار دو و میدانی)
جورج کنینگ (انگلیسی: George Canning؛ زادهٔ ۲۳ اوت ۱۸۸۹) ورزشکار طناب‌کشی اهل بریتانیا بود.